# Steganacarus incognitus
Steganacarus incognitus är en kvalsterart som beskrevs av Wojciech Niedbała 1984. Steganacarus incognitus ingår i släktet Steganacarus och familjen Phthiracaridae. Inga underarter finns listade i Catalogue of Life.